# In the Dark Room
In the Dark Room er en dansk kortfilm fra 2016 instrueret af Anna María Helgadóttir.

## Handling
B er træt af sit triste liv med mand og to børn i en kedelig lejlighed. Da hun fanger et glimt af hendes genbo på den anden side af gaden, sætter det gang i en fantasi om et mere eksotisk liv.

## Medvirkende
- Ida Cæcilie Rasmussen, B
- Shanti Roney, Bror
- Ulrik Wivel, Ulf
- Amanda Collin, Olga
- Bjørn Grundtvig Bencard, Dag
- Mimi Ellen Bringø Bachmann, Nat